# Seeschlacht von Kopenhagen (1428)
In zwei Seegefechten vor Kopenhagen wurde im Frühjahr 1428 die im Hafen liegende dänische Flotte von Kriegsschiffen aus sechs Hansestädten vernichtet. Zunächst war ein erster Angriff an Ostern gescheitert, am 15. Juni dann war der Angriff der Hanse erfolgreich. Erstmals in der Geschichte Nordeuropas wurde dabei Schiffsartillerie auf größere Entfernung eingesetzt.

## Seegefechte vor Kopenhagen
Um den 1426 ausgebrochenen Krieg zwischen der dänisch dominierten Kalmarer Union und der Hanse siegreich beenden zu können, planten die „wendischen“ Hansestädte einen Angriff auf die dänische Hauptstadt Kopenhagen. Die Stadt sollte von einem Landungsheer erobert und geplündert werden sowie die im Hafen liegende dänisch-schwedische Kriegsflotte von den Hanseschiffen eingeschlossen und vernichtet werden.

### Erster Angriff im April 1428

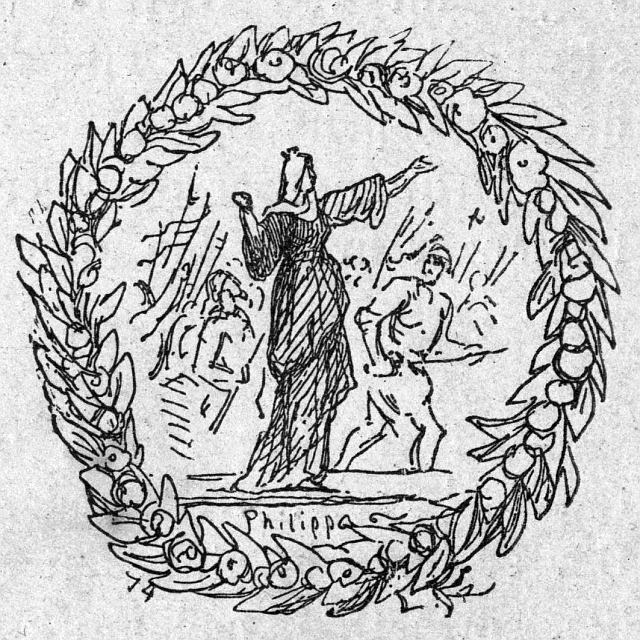
Hans Christian Andersen hat der Kopenhagen verteidigenden Königin Philippa in seinem Gudfaders Billedbog (Des Paten Bilderbuch) ein literarisches Denkmal gesetzt (Illustration von Lorenz Frølich, 1868)

Im März 1428 versammelte die Hanse eine gemeinsame Flotte mit angeblich 260 (größeren und kleineren) Schiffen und 12.000 Söldnern vor Wismar. Nach Beilegung interner Streitigkeiten zwischen Lübeck und Stralsund brachen die Kriegsschiffe auf und erschienen an Ostern vor Kopenhagen. Zehn Schiffe waren mit Steinen und Kalk beladen eigens zu dem Zweck, sie vor dem Hafen zu versenken und so die dänische Flotte zu blockieren.
Die Dänen waren jedoch vorbereitet – ihre Hauptstadt war gut befestigt worden, der Hafen wurde gesperrt. In Vertretung des abwesenden Königs Erik VII. leitete Königin Philippa die Verteidigung (vgl. die Verteidigung Stockholms durch Königin Christina 1501/02). Massiver Artilleriebeschuss von Landseite brachte Unordnung in die Reihen der Hanseschiffe. Einige der steinbeladenen Schiffe konnten daher nicht quer zur Fahrrinne des Hafens versenkt werden, sondern sanken längs in der Fahrrinne. Dänische Schiffe konnten an ihnen vorbeisegeln und gingen unter dem Schutz der Landbatterien sogar zum Angriff auf die Hanseflotte über.

„König Erich und alle seine Hofleute jagten eiligst zum westlichen Tore hinaus nach der Stadt Sorö... Aber ein Wesen blieb in Kopenhagen zurück, ein königliches Herz mit königlichem Sinn. Sieh das Bild hier... es ist die dänische Königin Philippa, die englische Prinzessin. Sie blieb in der bedrängten Stadt, wo in den engen Gassen und Straßen mit steilen Treppen, Scheuern und verschlossenen Läden die Stadtleute sich drängten und nicht aus und ein wußten. Sie hatte männlichen Mut, ein männliches Herz; sie sprach zu Bürger und Bauer, ermannte sie, befeuerte sie. Schiffe wurden getakelt, Blockhäuser besetzt, Kartaunen knallten. Es gibt Feuer und Rauch, es gibt frohe Laune; Gott verläßt Dänemark nicht. Und die Sonne schien in alle Herzen hinein; sie leuchteten aus allen Augen in Siegesfreude. »Gesegnet sei Philippa! Sie ist in der Hütte, sie ist in dem Hause des Bürgers, sie ist in dem königlichen Schloß, wo sie die Kranken und Verwundeten pflegt. Ich habe einen Kranz ausgeschnitten und um das Bild gelegt,« sagte der Pate. »Gesegnet sei die Königin Philippa.«“

Da die Blockade misslungen und somit sowohl die Vernichtung der dänischen Flotte als auch die Landung unmöglich geworden war, zogen sich die Hanseschiffe zurück und verheerten stattdessen in den folgenden Tagen und Wochen die Küsten Seelands und Schonens.

### Zweiter Angriff im Juni 1428
Für einen zweiten Angriff führte die Hanseflotte nunmehr 40 steinbeladene Blockadeschiffe mit. Insgesamt stachen bis zu 80 Schiffe mit 6.800 Söldnern in See. Auch die Transportschiffe waren diesmal mit Artillerie ausgerüstet. Statt der einst geplanten Eroberung Kopenhagens war nunmehr die Ausschaltung der dänischen Flotte vorrangiges Ziel.
Unter dem Schutz der Schiffsartillerie gelang es der Hanseflotte, die 40 Schiffe wie vorgesehen zu versenken, und die im Hafen eingeschlossene dänische Flotte zu bombardieren. Dabei kam erstmals auch eine Art schwimmende Batterie, ein Floß mit großkalibrigen Geschützen, zum Einsatz. Die Seeschlacht vor Kopenhagen war das erste Seegefecht in Nordeuropa, bei dem weitreichende Schiffsartillerie zum Einsatz kam.

„... und die Meister haben geschossen, daß von des Königs Schiffen nur drei haben herauskommen können... viele Schiffe des Königs sind verderbt worden und würden nichts nützen, auch wenn er sie heraus bekommen könnte... An einem Tage hat er, wie sie von dänischen Schiffsleuten gehört haben, 30 Tote gehabt...“

## Folgen
Auf dem Rückweg plünderte die Hanseflotte die dänische Insel Bornholm. Die dänisch-schwedische Flotte war zwar schwer getroffen worden, aber zumindest einige der durch die versenkten Wracks im Kopenhagener Hafen blockierten Kriegsschiffe waren nur leicht beschädigt. Drei dänische Schiffe hatten sogar entkommen können. Bereits kurz nach dem Angriff waren schon sieben Schiffe wieder flottgemacht und die Flotte wurde mit weiteren schwedischen Schiffen aufgefüllt bzw. wiederhergestellt. Schon Ende Juli 1428 errang Eriks neue Flotte vor Kullen einen Sieg über die mit der Hanse und Holstein verbündeten Vitalienbrüder.